# Vus (Crna Trava)
Vus (cirill betűkkel Вус) egy falu Szerbiában, a Jablanicai körzetben, Crna Trava községben.

## Népesség
A lakosok száma 1948-ban 75, 1953-ban 84, 1961-ben 82, 1971-ben 71 1981-ben 41 1991-ben 26 2002-ben 19, mindannyian szerbek.